# 八王子市立楢原中学校
八王子市立楢原中学校（はちおうじしりつ ならはらちゅうがっこう）は、東京都八王子市楢原町にある市立中学校。

## 学級規模
- 生徒数は1学年158名、2学年149名、3学年151名、7組26名 合計458名（2023年4月1日現在）[1]。
- 学級数は1学年4、2学年4、3学年4、7組4 合計16名（2023年4月1日現在）[1]。

## 沿革
- 昭和51年4月1日 - 八王子楢原中学校として八王子市立第二中学校に併設開校。
- 平成22年4月1日 - 標準服改定

## 所在地
- 東京都八王子市楢原町1235番地